# Bendixen
Bendixen er et efternavn, der betyder "søn af Bendix". Navnet findes også i formen Bendiksen; i Danmark er der i 2017 1984 personer, der bærer et af disse navne.

## Kendte personer med navnet
- Arne Bendiksen (1926 – 2009), norsk sanger komponist og dirigent.
- Benny Bendixen (1810 – 1877), dansk-tysk maler, litograf og fotograf.
- Bo Bendixen, dansk entertainer.
- Britt Bendixen (1942 - 2023), dansk danseinstruktør.
- Christoffer Bendixen Rosenkrantz (død 1610), dansk adelsmand og bedrager.
- Harry Bendixen (1901 – 1954), dansk fodboldspiller og journalist.
- Lone Bendixen (født 1943), dansk atletikudøver.
- Nina Maria Bendixen (født 1982), dansk journalist.
- Pernille Bendixen, dansk politiker (DF).
- Peter Bo Bendixen (født 1965), dansk balletdanser.
- Søren Bendixen (født 1975), dansk journalist.
- Thomas Bendixen (født 1966), dansk skuespiller, instruktør og teaterdirektør for Mammutteatret.
- Aage Bendixen (1887 – 1973), dansk filmskuespiller og stuntmand.